# Kanton Mens
Kanton Mens (fr. Canton de Mens) je francouzský kanton v departementu Isère v regionu Rhône-Alpes. Skládá se z devíti obcí.

## Obce kantonu
- Cordéac
- Cornillon-en-Trièves
- Lavars
- Mens
- Prébois
- Saint-Baudille-et-Pipet
- Saint-Jean-d'Hérans
- Saint-Sébastien
- Tréminis